# Marble Hall
Marble Hall - miasto w Republice Południowej Afryki, położone w proiwincji Limpopo, w dystrykcie Sekhukhune, w gminie Ephraim Mogale której jest siedzibą administracyjną.